# 摩索拉斯
摩索拉斯（？—前352年），一译马乌索卢斯，是波斯帝国卡里亚总督，前377年至前353年在位。
摩索拉斯是赫卡托姆努斯的儿子。当时的卡里亚，虽然名义上服属于波斯帝国的统治，实际上是一个半独立的政权。他曾参加总督叛乱，与希腊人合作，反对波斯人的统治。夺取了吕底亚的大片土地。在位期间大兴土木，兴建了许多庙宇等大型建筑。死后，其妻阿尔特米西亚二世继位。葬于著名的摩索拉斯王陵墓中；该陵墓是古代世界七大奇迹之一。

## 扩展阅读
- 本条目包含来自公有领域出版物的文本: Chisholm, Hugh (编).  (第11版). London: Cambridge University Press. 1911.